# Guy Breniaux
Guy Breniaux est un artiste peintre français, né le 13 février 1946 à Lons-le-Saunier (Jura).

## Biographie
À 13 ans, il devient l’élève du peintre franc-comtois Jean Vuillemey. Plus tard, il rejoint l’École des Arts Décoratifs de Genève. Plusieurs de ses œuvres ont été sélectionnées par l’ONU, en particulier Le Droit à la Vie, reproduite sur affiche à l’occasion de la Commémoration du 40e Anniversaire de la Déclaration universelle des droits de l'homme.
Guy Breniaux a créé l'« oxydogravure », technique originale qui associe gravure et peinture, où l’empreinte et l’oxydation de différents métaux deviennent gravure. Il a été plusieurs fois récompensé par la Société des poètes et artistes de France. La Confrérie des Chevaliers du Tastevin en Bourgogne a reproduit plusieurs œuvres sur le thème de la vigne à l’occasion de différents chapitres. En 2003, un mécène grec, séduit par l’oxydogravure, décide d’en faire la promotion en Grèce à travers un livre d’art, ainsi qu’une exposition sur le thème des Olympiades antiques à l’occasion des Jeux olympiques d'Athènes en 2004.
Il pratique également l’art du vitrail et a mis au point de nouvelles techniques de sertissage du verre à partir de polymères. En 2009, il crée ainsi les nouveaux vitraux de la chapelle de Chille.

## Galerie
- Galerie virtuelle

## Principales expositions
- Centre culturel espagnol, Genève, Suisse - 1983
- Galerie S.M.A., Genève, Suisse – 1984
- Galerie K, Genève, Suisse – 1987
- Galerie Agora, Paris, France – 1990
- Espace Paul Ricard, Bandor, France – 1991
- Galerie les Salons, Genève, Suisse – 1992, 1998, 2007
- Salon National de la Chaise Dieu, France – 1993
- Consulat Général de France, Hong-Kong – 1993
- Galerie Hérouet, Paris, France – 1994
- Galerie Rytz, Nyon, Suisse – 1995, 1997, 2000
- Ligue Franco-Hellénique, Athènes, Grèce – 1996
- Galerie D'arfi, St. Sulpice, Suisse  - 1997, 2001, 2007, 2009
- Galerie Sainte-Hélène, Lyon, France – 1999
- Le Kuklos, La Berneuse, Leysin, Suisse - 2000
- Palais des Nations, ONU, Genève, Suisse – 2001
- Galerie Dimocritos, Athènes, Grèce – 2003
- Galerie de la Cathédrale, Fribourg, Suisse – 2004
- Espace d’Art 24, J.O., Athènes, Grèce – 2004
- Galerie Les Salons, Genève, Suisse – 2007
- Galerie Aristi, Nyon, Suisse – 2006, 2009
- Espace 7, Pontarlier, 2014[5]
- Le CARCOM, Lons-Le-Saunier, France – 2019 (Rétrospective 60 ans de peinture)